# Obertennig
Obertennig ist ein Gemeindeteil der Gemeinde Weißenbrunn im Landkreis Kronach (Oberfranken, Bayern).

## Geografie
Die Einöde liegt in der Talmulde eines linken Zuflusses des Leßbachs am Fuße der Anhöhe Kugel (467 m ü. NHN, 0,4 km südöstlich). Ein Anliegerweg führt zu einer Gemeindeverbindungsstraße bei Untertennig (0,3 km nordwestlich).

## Geschichte
Gegen Ende des 18. Jahrhunderts gehörte Obertennig zur Realgemeinde Eichenbühl. Das Hochgericht übte das bambergische Centamt Weismain aus, was vom bambergischen Centamt Kronach bestritten wurde. Die Grundherrschaft über die halbe Tropfsölde hatte das Rittergut Strössendorf.
Mit dem Gemeindeedikt wurde Obertennig dem 1808 gebildeten Steuerdistrikt Küps und der 1818 gebildeten Ruralgemeinde Eichenbühl zugewiesen. Am 1. Juli 1971 wurde Obertennig im Zuge der Gebietsreform in Bayern in Weißenbrunn eingegliedert.

### Einwohnerentwicklung
| Jahr      | 001818 | 001861 | 001871 | 001885 | 001900 | 001925 | 001950 | 001961 | 001970 | 001987 |
| Einwohner |        | 9      | 4      | 10     | 8      | 6      | 5      | 3      | 6      | 2      |
| Häuser    | 1      |        |        | 1      | 1      | 1      | 1      | 1      |        | 1      |
| Quelle    | [ 5 ]  | [ 7 ]  | [ 8 ]  | [ 9 ]  | [ 10 ] | [ 11 ] | [ 12 ] | [ 13 ] | [ 14 ] | [ 1 ]  |

## Religion
Der Ort ist evangelisch-lutherisch geprägt und nach Weißenbrunn gepfarrt.